# Dangerous Minds (serie de televisión)
Dangerous Minds es una serie de televisión dramática estadounidense que se emitió en la cadena ABC entre septiembre de 1996 y marzo de 1997. La serie se basa en la película Mentes peligrosas. Annie Potts protagoniza el papel principal originado por Michelle Pfeiffer.

## Argumento
Basada en una persona real y en la película del mismo nombre, la veterana marine LouAnne Johnson es una profesora no convencional que inspira a su clase de brillantes pero difíciles estudiantes del centro de la ciudad, y hace una diferencia real en sus vidas, fuera de la escuela, así como dentro de ella.

## Reparto
- Annie Potts como LouAnne Johnson.
- Stanley Anderson como Bud Bartkus.
- Jenny Gago como Amanda Bardoles.
- Michael Jace como Jerome Griffin.
- Tamala Jones como Callie Timmons.
- Vicellous Reon Shannon como Cornelius Hawkins.
- Cedrik Terrell como James Revill.
- María Costa como Blanca Guerrero.
- LaToya Howlett como Alvina Edwards.
- Greg Serano como Gusmaro López.

## Lista de episodios
Todos los 17 episodios son de 60 minutos.
Primera temporada (1996–1997)
| #  | Título                   | Fecha de emisión original | Resumen |
| -- | ------------------------ | ------------------------- | --- |
| 1  | Pilot                    | 30 de septiembre de 1996  | LouAnne tiene dudas sobre su trabajo y escasos detalles sobre su predecesor. Conforme LouAnne empieza a conectarse con los niños, tres le atraen especial atención: uno rudo que falta a la escuela para ayudar económicamente a su familia; un muchacho agresivo interesado en los trenes; y una chica que está criando a su propio hijo. Pronto, LouAnne descubre que ella también puede necesitar ayuda cuando se enfrenta al novio abusivo de la niña. |
| 2  | Hair Affair              | 7 de octubre de 1996      | Debido a los recortes financieros, LouAnne acepta la sugerencia de un estudiante de realizar una recaudación de fondos; Gusmaro se vuelve cada vez más perturbado por pertenecer a una pandilla callejera. |
| 3  | See Me                   | 14 de octubre de 1996     | LouAnne organiza que Cornelius regrese a la escuela, una acción que enoja a Bartkus; Gusmaro es reacio a anotar su fecha de nacimiento y número de seguro social en un formulario; y los estudiantes se preparan para una entrevista laboral de práctica. |
| 4  | Bad Apple                | 21 de octubre de 1996     | LouAnne trata de llegar a un nuevo estudiante, un «incumplidor hiperactivo», y ella hace su primera visita a la taberna de Mickey, el lugar de reunión semanal del profesorado. Mientras tanto, James es inspirado por el Sr. Griffin para plantar un árbol de albaricoque en el patio del colegio. |
| 5  | Family Ties              | 28 de octubre de 1996     | Cuando muere un estudiante impopular, resulta que no hay nadie para enterrarlo; el padre de la hija de Callie regresa, lo que deleita a la niña, pero no a Callie; y James y Gusmaro tratan de convertir un ganso en una mascota. |
| 6  | The Code                 | 11 de noviembre de 1996   | LouAnne trata de comprender el «código» por el que sus estudiantes se adhieren cuando dos estudiantes juran que no van a continuar una pelea, y después de que Gusmaro es arrestado por robar un CD que alguien puso en su mochila. La clase visita Alcatraz. |
| 7  | Need Deep                | 18 de noviembre de 1996   | Cuando Blanca contempla tener un bebé con su novio para que pueda salir de su pandilla, LouAnne intenta hacer que reconsidere; James cree que su servicio a la comunidad será un pedazo de torta hasta que se le ordena servir como acompañante de un niño con discapacidad grave; y Callie se preocupa por la seguridad de su hija cuando el novio de la madre de Callie se vuelve abusivo.                                                               |
| 8  | Jumped                   | 25 de noviembre de 1996   | Después de que James es golpeado brutalmente en el vestuario, LouAnne se coloca a sí misma en peligro al tratar de encontrar a los atacantes. Mientras tanto, Gusmaro, también intentando ayudar, considera unirse a una nueva pandilla; y Cornelius busca un video que muestra la agresión. |
| 9  | Evolution                | 9 de diciembre de 1996    | Después de que Callie muestra compasión por un pederasta convicto que está siendo golpeado por manifestantes, su reacción es cuestionada por otros. Mientras tanto, Chaka y James tratan de fotografiar a un fantasma; y Blanca es hospitalizada por una úlcera sangrante. |
| 10 | Trust Me                 | 16 de diciembre de 1996   | Cuando los estudiantes sospechan de un recién llegado de ser un agente antidroga, LouAnne intenta demostrar que están equivocados. Mientras tanto, Callie está preocupada por las posibles repercusiones de haber informado sobre un traficante de drogas; y Hal invita a LouAnne a cenar. |
| 11 | Moonstruck               | 30 de diciembre de 1996   | Cornelius se siente atraído por Callie y es alentado por el Sr. Griffin para invitarla a salir. Mientras tanto, James, que quiere elevar sus calificaciones con el fin de probar para baloncesto, llega a un acuerdo con LouAnne. |
| 12 | To'e Me Up, To'e Me Down | 6 de enero de 1997        | La noticia de que su exmarido volverá a casarse afecta a LouAnne; la muerte de un profesor hace a Barkus cambiar su enfoque con los estudiantes; y Cornelius es reacio a tomar sus talentos con el grafiti a un nivel superior. |
| 13 | The Feminine Mystique    | 13 de enero de 1997       | LouAnne se encarga de que una casa se construya con trabajo voluntario para Blanca y su familia, cuya casa fue destruida por un incendio. Pero cuando le pide a los estudiantes su ayuda, ella se entera de que el emplazamiento de la obra es territorio disputado entre dos bandas rivales. |
| 14 | Everybody Wants It       | 10 de febrero de 1997     | Algunos estudiantes invitan a otros para el baile de San Valentín de la escuela; LouAnne toma un trabajo como camarera; Gusmaro trabaja haciendo entrega de licor; y un nuevo estudiante se une al programa de la academia. |
| 15 | Three Guns               | 1 de marzo de 1997        | Gusmaro está con LouAnne cuando preadolescentes roban el coche en el que están, y su confianza en sí mismo es sacudida como resultado. Mientras tanto, el Sr. Griffin trae monjes tibetanos a la escuela para hablar sobre la no violencia; y James toma clases de conducción del Sr. Bartkus. |
| 16 | A Different Light        | 8 de marzo de 1997        | Conforme el 50.º aniversario de la escuela se acerca, Gusmaro descubre que el hombre por el cual fue llamada era un racista. Mientras tanto, Blanca descubre un secreto sobre Garrity y lo extiende; y Alvina se rebela contra la comida de la cafetería. |
| 17 | Teach, Don't Touch       | 15 de marzo de 1997       | Después de que LouAnne abraza a un estudiante en dificultades, el muchacho la acusa de tratar de abusar sexualmente de él. Mientras su clase y la facultad le dan su apoyo, la oposición viene de padre del niño, quien es presidente de la junta escolar. |